# لاورنس يانزون كوستر

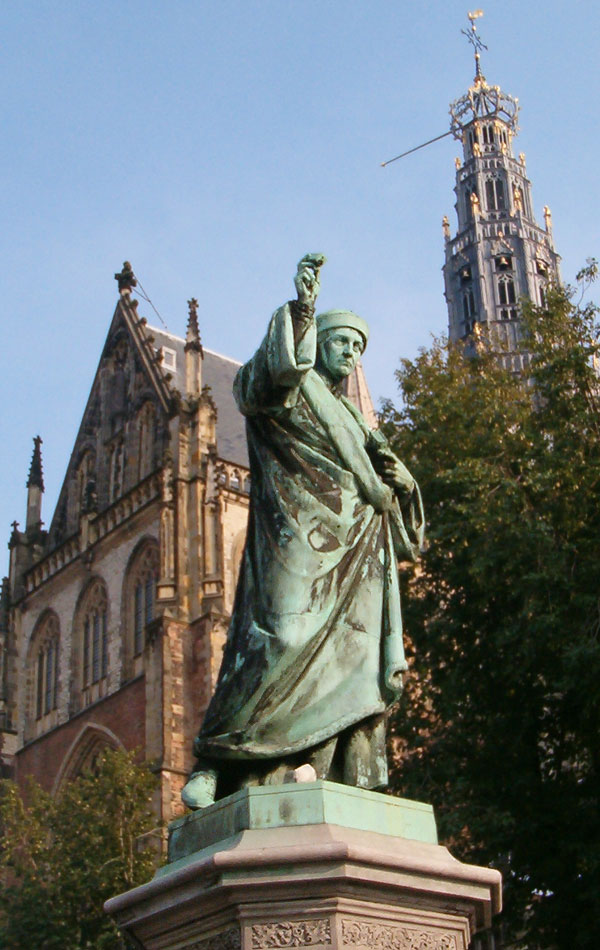
تمثال لاورنس يانزون كوستر في سوق غروت في هارلم ، حيث ولد. وهو يحمل حرف "A" عالياً.

لاورنس يانزون كوستر (1370 ، هارلم ، هولندا – 1440) ، أو لاورنس يانز كوستر ، من مدينة هارلم الهولندية. يُزعم أنه اخترع الطباعة في وقت واحد مع يوهانس جوتنبرج ويعتبره البعض في هولندا أنه أول من اخترع الطباعة.

## سيرة حياته

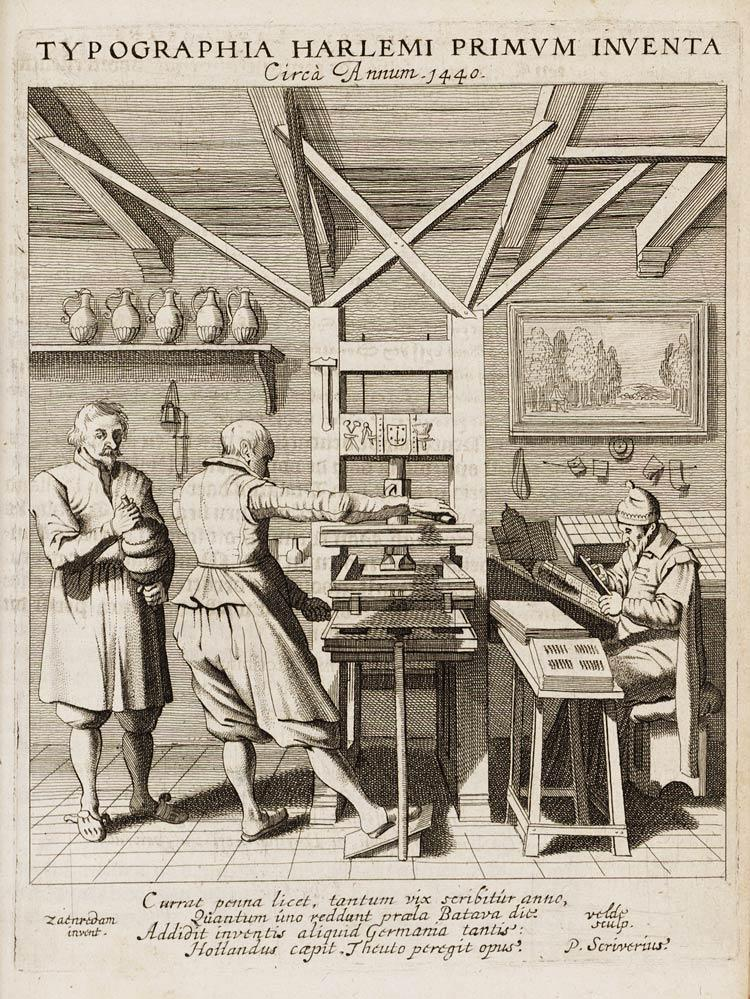
رسم توضيحي من كتيب بيتروس سكفيريوس، 1628

كان مواطنًا مهمًا في هارلم وشغل منصب قندلفت (راعي كنيسة، (بالهولندية: Koster)‏، (بالإنجليزية: Sexton)‏) كنيسة خروته كرك.
ذكر في الوثائق تلك الفترة كمقيم (سكابينوس) ، وأمين خزانة المدينة. ربما مات في الطاعون الذي حل في هارلم في 1439 - 1440. ذكرت أرملته في السنة التي تلتها.
لم يعرف له أعمال مطبوعة قام بها.